# Igor Alexejewitsch Malkow
Igor Alexejewitsch Malkow (russisch Игорь Алексеевич Малков; * 9. Februar 1965 in Perwouralsk, Russland) ist ein ehemaliger sowjetischer Eisschnellläufer.
Er wurde bei den Olympischen Spielen 1984 in Sarajevo mit 19 Jahren und 9 Tagen der jüngste Olympiasieger im Eisschnelllauf. Er siegte mit fünf Hundertstelsekundenekunden vor Tomas Gustafson. Zuvor war er über 5000 Meter mit zwei Hundertstelsekunden an Tomas Gustafson gescheitert.
Im gleichen Winter schockte er die Konkurrenz, als er auf der hochgelegenen Eisschnelllaufbahn in Medeo den Weltrekord über 10.000 Meter mit 13:54:81 min um fast 30 Sekunden unterbot. Dieser Weltrekord wurde jedoch vom internationalen Eisschnelllaufverband nicht anerkannt.
Einen offiziellen Weltrekord lief er dann am 24. März 1984 in Alma-Ata mit 14:21,51 min. Dieser Weltrekord wurde erst zwei Jahre später von Geir Karlstad verbessert.
In den folgenden Jahren lief Malkow nicht so gut und beendete seine Laufbahn nach der Saison 1987/1988. Im Jahr 1990 lief er nochmals bei den sowjetischen Allroundmeisterschaften mit.